# Jules Janssen
Pierre Jules César Janssen (Parigi, 22 febbraio 1824 – Meudon, 23 dicembre 1907) è stato un astronomo francese.

## Biografia
Figlio di Antoine César Janssen (1780–1860) era un noto clarinettista di origine olandese/belga (suo padre emigrò dal Brabante Vallone a Parigi), e Pauline Marie Le Moyne (1789–1871) era figlia dell'architetto Paul Guillaume Le Moyne.
La giovinezza di Janssen fu segnata da un incidente alle gambe che gli impedì per tutta la vita di camminare agevolmente e che, di conseguenza, rallentò i suoi studi. Iscritto alla Facoltà di Scienze fisiche, studiò matematica e fisica e nel 1850  si laureò presentando una tesi sull'"Assorbimento del calore radiante oscuro nell'ambiente oculare". Nel 1853 insegnò al Liceo Charlemagne, poi, nel 1865 divenne professore di fisica presso la Scuola di Architettura.
La maggior parte della sua vita, però, Janssen la dedicò alle numerose osservazioni e spedizioni scientifiche che gli furono affidate.
Nel 1857 infatti andò in Perù per determinare l'equatore magnetico; dal 1861 al 1864 studiò l'assorbimento tellurico nello spettro solare in Italia e in Svizzera; nel 1867 fece esperimenti di ottica e rilevazioni magnetiche alle Azzorre. Successivamente si recò in Giappone per osservare il passaggio di Venere davanti al Sole. Durante quest'osservazione si ritiene che catturò insieme all'ingegnere brasiliano Francisco Antônio de Almeida con un "revolver fotografico" le immagini del Transito di Venere contenute nel documentario (precedente di quasi 20 anni ai primi film di Auguste e Louis Lumière) Passage de Vénus. Prese parte infine ad una lunga serie di missioni in occasione delle eclissi di Sole: a Trani nel 1867, a Guntur (India) nel 1868, ad Orano in Algeria nel 1870, nel Siam (1875), nelle Isole Caroline (1883) e in Spagna nel 1905.
Già agli inizi era stato attirato dai lavori di Gustav Robert Kirchhoff e di  Robert Wilhelm Bunsen sulla spettrografia e fu uno dei primi ad impiegare lo spettroscopio a prisma in astronomia.
Nel 1863 Janssen fornì la conferma che la Luna non possiede atmosfera e, nel 1867, dimostrò che l'atmosfera di Marte contiene vapore acqueo. Studiò l'irraggiamento solare e le sue alterazioni dovute all'attraversamento dell'atmosfera terrestre.

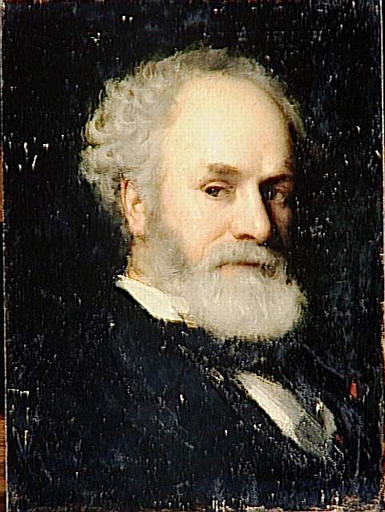
Ritratto di Janssen di Jean-Jacques Henner

### La scoperta dell'elio
Quando, nel 1868, l'"Ufficio delle longitudini" lo inviò a Guntur, per osservare l'eclisse totale di Sole,  Janssen scoprì un metodo per osservare le perturbazioni solari anche in condizioni di normale luce diurna. Ma proprio in quella occasione egli notò, il 18 agosto 1868, una riga  gialla e brillante nello spettro della cromosfera solare. La riga, sino ad allora sconosciuta, corrispondeva ad una lunghezza d'onda di 587,49 nm. Il 20 ottobre dello stesso anno anche Joseph Norman Lockyer osservò la stessa riga nello spettro solare e concluse che essa derivava da un elemento chimico non ancora noto. Assieme al chimico inglese Edward Frankland chiamò quell'elemento con il nome greco del Sole: Ήλιος = Elio. E fu la prima volta che un elemento chimico fu scoperto al di fuori dell'ambito terrestre. In questo modo Janssen divise la scoperta dell'elio con Sir Norman Lockyer.
Nello stesso anno fu nominato Cavaliere della Legion d'Onore.

### La fuga in pallone
Il 2 dicembre 1870 Parigi fu messa sotto assedio dall'esercito prussiano. Jenssen però riuscì a fuggire con un pallone aerostatico, il "Volta", per recarsi ad Orano dove era possibile osservare un'eclissi di Sole. (Questa fu l'unica missione scientifica di tutta l'epopea dei palloni aerostatici). Stranamente la targa commemorativa di quest'impresa, posta sulla base del monumento a Janssen nel castello di Meudon, lo descrive mentre decolla dal parco del castello stesso, mentre invece egli prese il volo dalla "Gare d'Orléans".

### La "Rivoltella fotografica"
Il 10 febbraio 1873 venne nominato membro dell'Accademia delle scienze e il 26 marzo del 1874 fu eletto alla direzione dell'"Ufficio delle longitudini". Lo stesso anno perfezionò l'invenzione della "rivoltella fotografica", uno strumento per riprendere con sicurezza e precisione l'imminente passaggio di Venere davanti al Sole. Onde collocarsi nel punto migliore per l'allineamento e realizzare quindi migliori fotografie, si recò in Giappone.
Nel 1876 fu insignito della Medaglia Rumford.
Alla "rivoltella fotografica" si ispirò Étienne-Jules Marey per inventare il fucile fotografico.

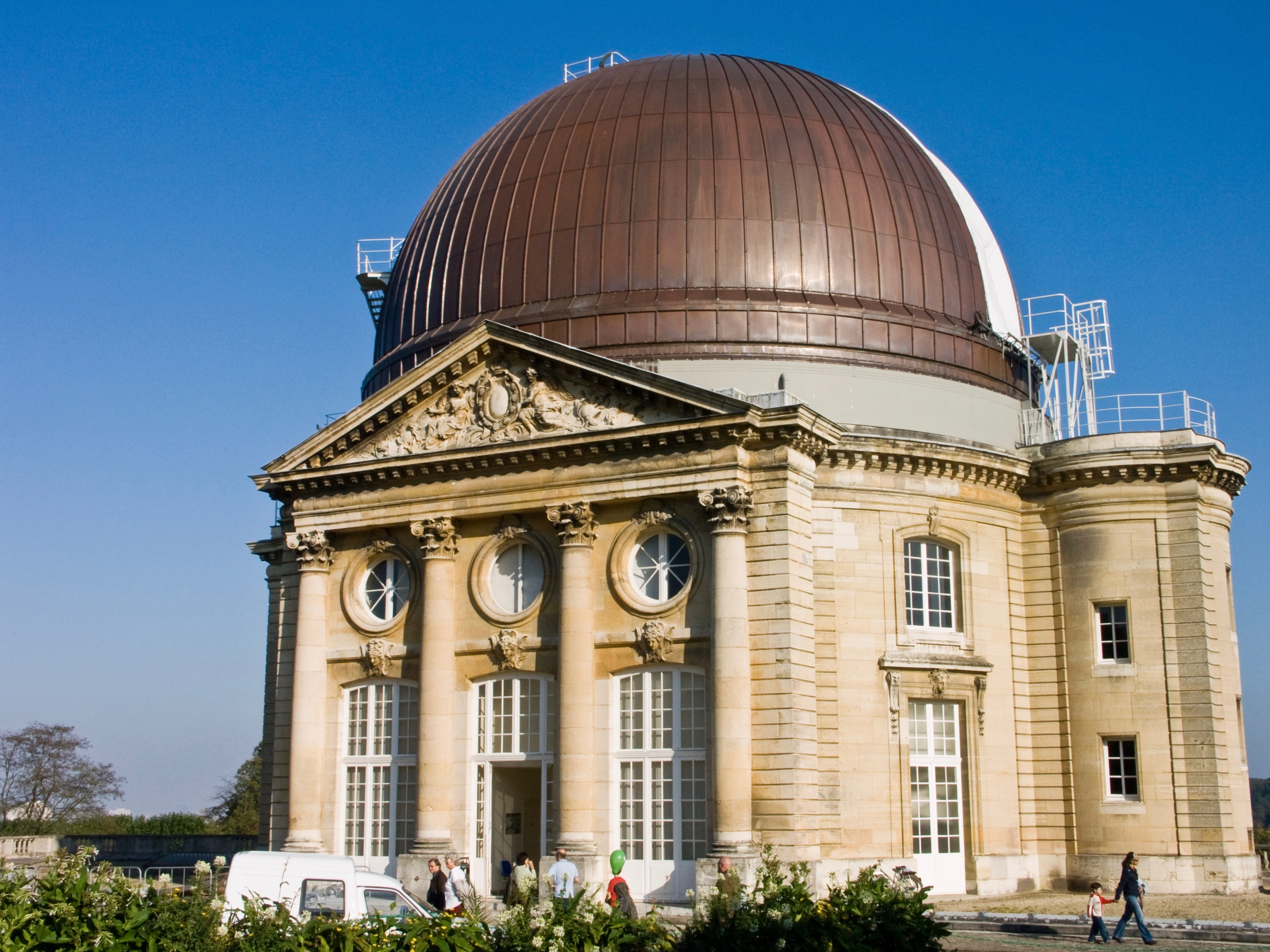
L'osservatorio di Meudon

### L'Osservatorio di Meudon
Nel frattempo Janssen si adoperava perché fosse realizzato a Parigi un Osservatorio di astronomia fisica, che fu deciso nel 1875. Presentò allora un progetto per il restauro e l'adattamento del castello di Meudon e cominciò ad installarvi diversi strumenti di osservazione già nel 1876. Ottenne infine i fondi necessari a ricostruire l'edificio e ad adattarlo (oltre un milione di franchi dell'epoca). La legge che permetteva l'esecuzione dell'opera fu approvata nel 1879 e subito iniziarono i lavori: fu anche eretta una grande cupola per accogliere tutta la strumentazione. L'Osservatorio di Meudon resta uno dei laboratori di riferimento per gli studi sul Sole.
Nel 1904 pubblicò l'"Atlante delle fotografie solari", con circa 6000 immagini, in gran parte ottenute dall'Osservatorio di Meudon.

### Sulla vetta del Monte Bianco
Malgrado l'età e la vecchia infermità che gli affliggeva le gambe, a partire dal 1888 Janssen salì per tre volte sulla cima del Monte Bianco per installarvi l'osservatorio stabile che avrebbe reso minime le interferenze ottiche della bassa atmosfera. Lo scopo era di fare degli studi per stabilire se l'atmosfera del Sole contenesse Ossigeno. L'operazione riuscì e Janssen piazzò a qualche decina di metri dalla vetta, a quota 4800, un piccolo telescopio da 30 cm. Questo osservatorio rimase al suo posto per quindici anni.
Jules Janssen morì a Meudon nel 1907 e fu inumato nel Cimitero di Père-Lachaise di Parigi.

## Riconoscimenti
- Oltre alle già citate onorificenze, Janssen fu nominato Membro straniero della Royal Society di Londra.
- Dal 1891 al 1893 fu presidente onorario della Società francese di fotografia, succedendo a Eugène-Melchior Péligot, nonché presidente dell'Unione nazionale delle società francesi di fotografia.
- La Città di Meudon gli ha intitolato una piazza.
- La "Società Astronomica di Francia", conferisce ogni anno, a partire dal 1960 un Premio Jules Janssen.
- Infine, gli furono titolati il cratere lunare Janssen (45,4°S - 40,3°E) e il cratere marziano Janssen.